# Société chinoise des sciences et de l'industrie aérospatiales
La  Société chinoise des sciences et de l'industrie aérospatiales (chinois : 中国航天科工集团有限公司), plus connue par son acronyme CASIC (acronyme de son intitulé anglais China Aerospace Science and Industry Corporation) est un groupe de sociétés géré par l’État chinois dont une partie de l'activité porte sur la fabrication de composants de lanceurs et de satellites. CASIC est également le plus grand fabricant de missile chinois.

## Activités
CASIC est avec la Société de sciences et technologies aérospatiales de Chine (CASC) un deux principaux acteurs industriels chinois dans le domaine spatial et celui de la fabrication de missiles (militaire). CASIC fabrique également des produits pour le marché civil (électronique, produits chimiques et informatique). En 2012, la société employait environ 150 000 personnes dont un tiers dans le spatial et son chiffre d'affaires était de 21,3 milliards de dollars américains.
La société est née d'une scission opérée  en 2001 d'une entité qui englobait l'ensemble de l'activité spatiale, la CASC, qui a donné naissance à la CAMAC devenue par la suite CASIC. Elle est placée sous la tutelle de l'Administration d’État pour la Science, la Technologie et l’Industrie de la Défense nationale ou SASTIND.

## Entités et sociétés du groupe
Le groupe CASIC comprend sept « académies », deux centre de recherche scientifiques et de développement, six entreprises cotées en bourse et 580 sociétés et instituts implantés dans toute la Chine.
Les principales entités de la CASIC sont : 
- L'Académie des technologies de l'information (1re académie) ;
- l'Académie chinoise des technologies mécanique et électronique de Changfeng (2e académie) construit des missiles sol-air, mer-mer, des missiles balistiques et anti-missiles. Elle dispose de trois unités de production et 10 centres de recherche ainsi que 9 entreprises commerciales indépendantes et emploie environ 18 000 personnes dans la région de  Pékin[6];
- La Société chinoise des technologies mécanique et électrique HiWING (3e académie) fabrique des missiles de croisière. Elle dispose de plusieurs unités de production et  centres de recherche dans la région de  Pékin[7] ;
- La  Société chinoise de construction mécanique et de chimie de Hexi (4e académie) est la société chinoise leader dans de domaine de la propulsion à propergol solide utilisée par les missiles et les lanceurs. Elle emploie environ 5 000 personnes et son siège est à Hohhot (Mongolie-Intérieure)[8] ;
- La Sixième académie ;
- Le groupe spatial chinois Sanjiang (CSGG) (9e académie) est spécialisée dans la recherche et le développement portant sur les missiles balistiques à propulsion solide et sur les technologies de furtivité. Le groupe dont le siège est à Xiaogan (province de Hubei) emploie environ 15 000 personnes dans une centaine de centres de production et instituts de recherche[9] ;
- La société des industries spatiales de Jiangnan ou base 061 fabrique des missiles sol-air, des systèmes de guidage pour missile ainsi que de nombreux composants pour le programme spatial chinois (production d'énergie, mécanismes, équipements électriques, etc.) dont le programme spatial habité. Ce groupe qui comprend une vingtaine de sociétés industrielles emploierait 16 000 personnes. Son siège est à Zunyi dans la province de Guizhou[10] ;
- Le bureau spatial de Hunan  est spécialisée dans les satellites d'application et les missiles. Elle dispose de nombreuses filiales et emploie environ 6 000 personnes. Son siège est à Changsha dans la province du Hunan[11].

Parmi les filiales de CASIC figurent la Société industrielle de la Grande muraille de Chine détenue conjointement avec la CAST.